# Verkhniaïa Pychma
Verkhniaïa Pychma (en russe : Верхняя Пышма) est une ville de l'oblast de Sverdlovsk, en Russie. Sa population s'élevait à 62 588 habitants en 2013.

## Géographie
Verkhniaïa Pychma se trouve sur le versant oriental de l'Oural, à 10 km au nord de Iekaterinbourg. Elle est arrosée par la rivière Pychma, un affluent de la Toura, dans le bassin de l'Ob.

## Histoire
L'origine de la ville est le selo Pychminskoïe fondé en 1660 et nommé ainsi d'après la Pychma. En 1854, le village de Medny Roudnik (en russe : Медный Рудник) fut créé et une mine de cuivre y fut mise en exploitation en 1856. Verkhniaïa Pychma accéda au statut de commune urbaine en 1934, puis à celui de ville en 1946. Medny Roudnik fut alors rebaptisé Verkhniaïa Pychma.

## Population
Recensements (*) ou estimations de la population
| 1939*  | 1959*  | 1970*  | 1979*  | 1989*  |
| ------ | ------ | ------ | ------ | ------ |
| 12 976 | 30 331 | 37 798 | 42 698 | 53 102 |

| 2002*  | 2006   | 2010*  | 2012   | 2013   |
| ------ | ------ | ------ | ------ | ------ |
| 58 016 | 57 718 | 59 749 | 60 662 | 62 588 |

## Économie
Les principales entreprises de la ville sont :

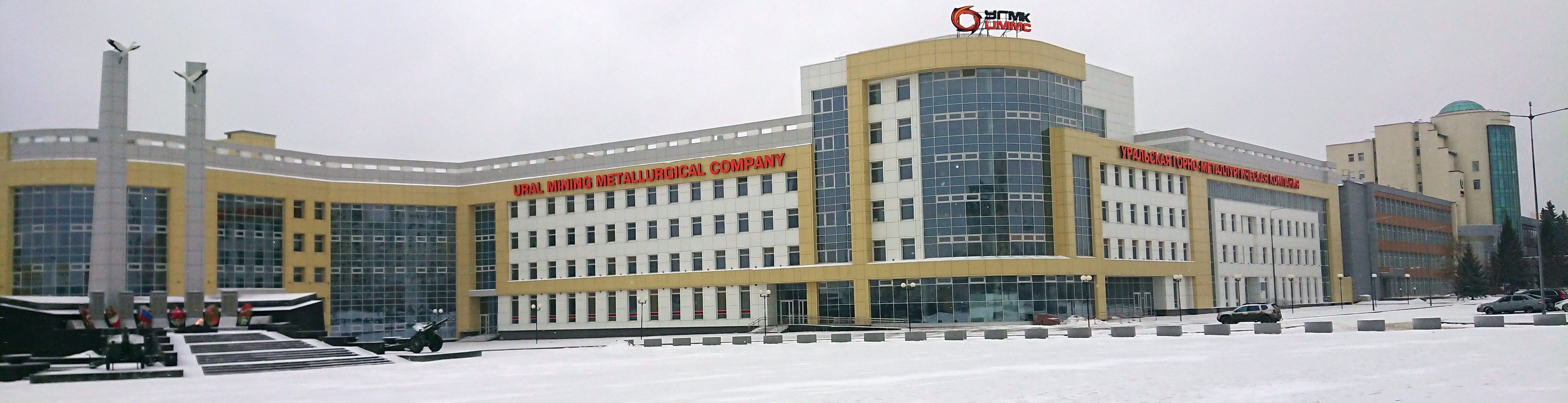
L'UMMC en 2021.

• Ouralelektromed, qui est entrée en service en 1934, et fait partie de la Compagnie minière et métallurgique de l'Oural (OuGMK ; UMMC en anglais). Elle est l'une des principales entreprises russes dans la métallurgie des métaux non ferreux et particulièrement du cuivre. Elle produit : cathodes en cuivre, poudre de cuivre, sulfate de cuivre, fils machine, or et argent en lingots, etc. Plus de 11 000 salariés.
• Ouralredmet (anciennement « Usine expérimentale Guiredmet de Pychma »), mise en service en 1958 pour l’Institut des métaux de terres rares de Moscou. Elle produit des métaux rares et métaux de terres rares, leurs oxydes et fluorures ; des métaux réfractaires et leurs oxydes ; des phosphores, etc. Ouralredmet fournit des clients, militaires et civils, dans les industries nucléaire, électronique et aéronautique et de nombreuses institutions scientifiques en Russie et à l'étranger. L'usine emploie 2 000 salariés.

## Personnalités liées à la ville
- Alexey Tsatevitch (1989-2024) y est né.